# Lijn van de Oostenrijks-Hongaarse troonopvolging
De lijn van de troonopvolging van Oostenrijk-Hongarije zijn de erfgenamen die recht zouden kunnen laten gelden op de troon van de dubbele monarchie van Oostenrijk-Hongarije. Deze werd echter in 1918 afgeschaft. De erfgenaam van de laatste regerend soeverein, aartshertog Karel I, was zijn oudste zoon Otto von Habsburg, kroonprins van Oostenrijk, Hongarije en Bohemen. Anno 2012 is Karel van Habsburg-Lotharingen hoofd van het huis Habsburg.
1. aartshertog Karl (* 1961, zoon van Otto)
2. aartshertog Ferdinand Zvonimir (* 1997, zoon van Karl)
3. aartshertog Georg (* 1964, zoon van Otto)
4. aartshertog Karl-Konstantin (* 2004, zoon van Georg)
5. aartshertog Lorenz van Oostenrijk-Este, prins van België (* 1955, zoon van Robert van Oostenrijk-Este (1915-1996))
6. aartshertog Amadeo van Oostenrijk, prins van België (* 1986, zoon van Lorenz)
7. aartshertog Joachim van Oostenrijk, prins van België (* 1991, zoon van Lorenz)
8. aartshertog Gerhard van Oostenrijk (* 1957, zoon van Robert)
9. aartshertog Martin van Oostenrijk (* 1959, zoon van Robert)
10. aartshertog Bartholomäus van Oostenrijk (* 2006, zoon van Martin)
11. aartshertog Emmanuel van Oostenrijk (* 2008, zoon van Martin)